# ハニークリスプ
ハニークリスプ（Honeycrisp）は、ミネソタ大学ツインシティー校で開発されたリンゴの品種である。
1974年にMN1711という試験名を与えられ、1988年に特許が与えられ、1991年に公開された。最初は廃棄される予定だったが、その甘さ・固さ・酸味が生食用リンゴとして理想的であったために急速に商業的に重要なコモディティになった。「このリンゴは栽培・貯蔵・出荷を容易にするためではなく、サクサクして、甘さと酸味のバランスが取れた味のために開発された。 」ハニークリスプは大部分のリンゴの品種よりも細胞が多く、この特徴はジューシーさと関係がある。理論的に言って噛んだときに壊れる細胞の数が多いほど口の中に放出される果汁の量が多くなるからである。ハニークリスプはまた色素をよく維持し、涼しく乾燥した場所に保存したときに賞味期限が比較的長くなる。
1997年、ペピンハイツ果樹園がはじめて食料品店にハニークリスプを出荷した。ハニークリスプの名はミネソタ大学の登録商標であるが、大学当局は2007年において商標の保護状態についてはっきりしていなかった。ハニークリスプは公式にミネソタ州の州果に指定されている。
米国リンゴ協会 (US Apple Association) による推定では、ハニークリスプはアメリカで5番目に多く栽培されているリンゴである。2020年までには3番目に多く栽培される品種になると予測されている。

## 交配
米国植物特許7197、および園芸研究センターのレポート 225-1992 (AD-MR-5877-B) によれば、ハニークリスプはマカウン (Macoun apple) とハニーゴールド (Honeygold) の交配品種とされる。しかしながら、2004年に米国植物特許の著者を含む研究者の団体によって主導されたDNA型鑑定によるとこのいずれもハニークリスプの親ではなく、ひとつの親はキープセイク（同じくミネソタ大学の交雑プログラムによって開発されたマリンダ (Malinda (apple)) とノーザンスパイの交配品種）であると結論づけた。2017年にはもうひとつの親が未公開のミネソタ大学MN1627であることが判明した。このMN1627の親はオルデンブルク公爵夫人 (Duchess of Oldenburg (apple)) とゴールデンデリシャスである。
米国植物特許7197は2008年に失効したが、一部の国においては特許保護が2031年まで継続される。特許料は2011年までに1000万ドルにのぼり、ミネソタ大学によって発明者たち、研究を指導した大学と学部、他の研究のための基金の間で三分割された。
ミネソタ大学はハニークリスプをミネワシュタ（ブランド名ゼスター (Zestar apple) ）と交雑させてMinneiska（ブランド名スウィータンゴ (SweeTango) ）という新たな品種を作っている。

## 栽培
ハニークリスプの花は自家不稔であるため、果実を結ぶためには他の品種が受粉樹として近くになければならない。他の大部分のリンゴまたはクラブリンゴ類の品種がハニークリスプの受粉樹になる。ハニークリスプを種から育ててもハニークリスプにはならず、ハニークリスプと受粉樹の交配品種になる。
若い木では密度が低いが大きくて色のよい果実が実り、成長した木では密度が高くて大きさおよび色が減退した果実が実る。果実の密度は摘花および若い実を摘果することによって調整することができる。果肉の硬さについても一般的に密度が低い方が優れている。ビターピット (bitter pit) は不均衡にハニークリスプに影響し、典型的には収穫量の23%が影響を受ける。